# Иван Мещрович
Иван Мещрович (Ivan Meštrović) е хърватски (югославски) и американски скулптор, архитект и писател.
Често е наричан „Славянски Микеланджело“. Възпитаник на Виенската художествена академия, той още от младежките си години се прочува като изключителен и самобитен майстор на мрамора. Огюст Роден го определя като „най-големия феномен сред скулпторите“.
Активен участник в интелектуалния и политически живот на Югославия. Бил е личен приятел на крал Александър и на крал Карл II.
Синът му проф. Мате Мещрович е посланик на Хърватия в България.

## Биография
Роден на 15 август 1883 г. във Върполие в Славония, тогава в Австро-Унгарската империя. Детството си прекарва в Отавице, край Дърниш в Далмация. Следва във Виенската академия (1901 – 1906) точно по времето на възхода на сецесиона. През 1902 г. Огюст Роден прави изложба във Виена и още тогава го забелязва. Мещрович се премества в Париж през 1908 г., където живее или пребивава в разни периоди. Скулптурите му от онзи период му донасят световна слава.
Творчеството на Мещрович е многостранно, стилово се променя. Всестранна личност е: скулптор, създател на много архитектурни и художествени произведения, участник във важни политически събития. Този скулптор на монументалния замисъл е майстор на интимистичното внушение. За пръв път Мещрович излага свои творби през 1903 г. на изложбата на виенския сецесион. Излагайки с тази група художници до 1910 г., той се утвърждава изцяло. През 1910 г. участва заедно с Мирко Рачки в изложба, където за пръв път излага своя Видовдански цикъл, а през следващата година на юбилейната римска изложба привлича интереса на европейската публика към косовската символика. През 1923 г. се установява в Загреб. Тук се раждат 4-те му деца - Марта, Твъртко, Мария и Мате. Пред този плодотворен период изгражда гробната капела на семейство Рачич в Цавтат (1920–1923). В Загреб става ректор на Академията за изобразително изкуство (1923 г.).
През 1942 г. заминава за Рим, през 1943 г. е в Швейцария и накрая през 1947 г. заминава за САЩ. През 1954 г. президентът Дуайт Айзенхауер лично председателства специалната церемония, когато Иван Мещрович получава американско гражданство. Мещрович става професор в университета Нотр Дам в Саут Бенд, щата Индиана през 1955 г.
Почива на 16 януари 1962 г. в Саут Бенд, САЩ.

## Творчество
Иван Мещрович живее, твори и излага в много европейски столици и градове (Париж, Ница, Лондон, Виена, Рим, Женева, Загреб). 1915 г. има самостоятелна изложба в музея Виктория и Албърт (Лондон). През 1925 г. прави първата си изложба в Америка.
Сред най-известните му паметници са символът на Чикаго – Индианците в централния парк в Чикаго, символът на Загреб „Изворът на живота“, символът на Белград паметникът „Победителят“, мавзолеите „Негош“ в Черна гора, на Авала в Белград, и този на фамилията Мещрович в Хърватия и други.
Иван Мещрович е един от най-ярките представители на монументалния модерен стил със своите динамични форми, подсилени с подчертани експресивни внушения – неподражаемо изящни в мраморните скулптури и величествени гранитни творения. Автор е на няколкостотин статуи и портрети на видни личности, на скулптурни ансамбли, на повече от десет великолепни архитектурни решения, едно от които е летният дворец на семейство Мещрович с парк и сакрален комплекс в Сплит, сега превърнати във великолепни музеи на изкуството.
Едно от най-признатите имена в световното изобразително изкуство, днес има 4 негови самостоятелни музея в Хърватия, 2 в САЩ. Негови скулптури и колекции са изложени в повечето престижни музеи в Европа и Северна Америка, Ватикана, Рим, Виена, Лондон, Прага, Париж, Ню Йорк, Чикаго и други. Негови творби се намират в различни частни колекции по света – Австрия, Белгия, Босна и Херцеговина, България, Ватикан, Германия, Израел, Испания, Ирландия, Италия, Македония, Обединено кралство, Румъния, Русия, Сърбия, Словакия, Словения, Унгария, Франция, Хърватия, Черна гора, Чехия, Швейцария, Аржентина, Венецуела, Израел, Канада, Съединени американски щати, Уругвай, Чили и др.
В Националната галерия за чуждестранно изкуство в София централно място заема неговата Ваза в стил Сецесион.

## Литературна дейност
Иван Мещрович е и писател. Публикува трактат за Микеланджело през 1926 г., книгата му „Спомени за политически личности и събития“ е издавана многократно и др. Във Франция става „Grand Officier de la Legion d'Honeur“.

## Посмъртно признание
По повод 100-годишнината от неговото рождение през 1983 г. в Загреб е представена негова ретроспективна изложба. През 1952 г. Мещрович прави щедро дарение на хърватския народ. Днес семейната резиденция – дворец в Сплит е превърната в галерия музей „Иван Мещрович“. Сакралният комплекс Цриквине (Каштелет) е отворен за широката публика. В Загреб къщата на твореца, датираща от 17 в., е обновена и е проектирано допълнително творческо ателие – днес паметник на културата и музей, познат като ателие „Иван Мещрович“. Семейната гробница – църква „Пресвети Изкупител“ в Отавице (в която е и погребан съгласно неговата воля) е проект на скулптора. През 1991 г. на базата на дарението се основава фондация „Иван Мещрович“. В световната история на изкуството Мещрович има своето място със силния синтез на традициите, като творец с големи стремежи и рядка импулсивност, който свързва миналото и настоящето. Той е сред най-изтъкнатите имена в европейското изобразително изкуство през първата половина на 20 век.

## Галерия
- Индианец, Чикаго, 1928
- Йов
- Милош Обилич
- Никола Тесла, Загреб
- Йосиф Щросмайер, Загреб
- Изворът на живота, Загреб